# Divisió de Bikaner

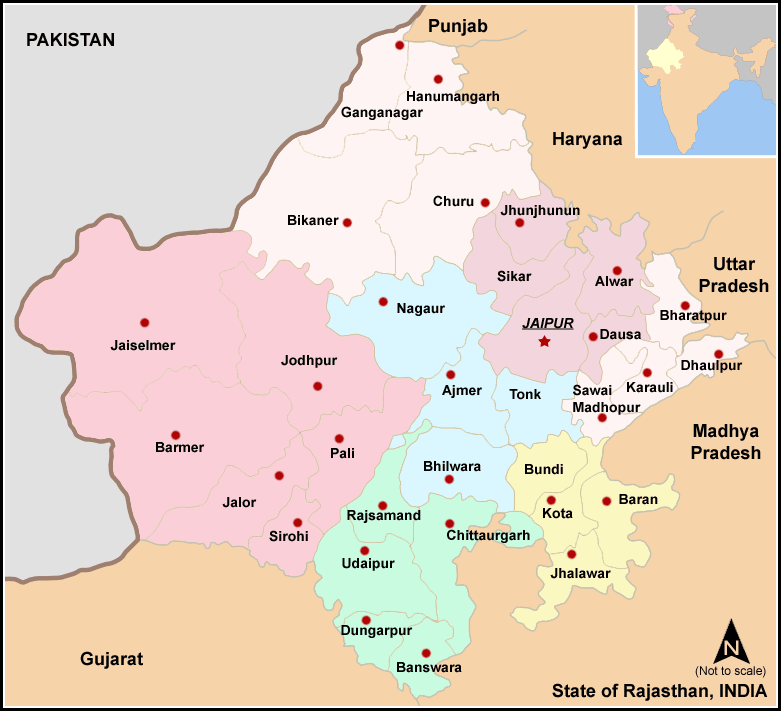
Mapa de les divisions del Rajasthan, la divisió de Bikaner està en el color marfil a l'esquerra del observador

La divisió de Bikaner és una entitat administrativa del Rajasthan, Índia, amb capital a la ciutat de Bikaner.
Està formada per quatre districtes: 
- Districte de Bikaner
- Districte de Churu
- Districte de Sri Ganganagar
- Districte d'Hanumangarh.

La superfície i població és la suma dels quatre districtes.